# Cassianeura bimaculata
Cassianeura bimaculata är en insektsart som beskrevs av Irena Dworakowska 1984. Cassianeura bimaculata ingår i släktet Cassianeura och familjen dvärgstritar. Inga underarter finns listade i Catalogue of Life.